# Національний (стадіон, Гаосюн)
Націона́льний стадіо́н у Гаосю́ні  (кит.: 高雄國家體育場; також 龍騰體育場) — багатофункціональний стадіон у Гаосюні, Тайвань. Найбільший за місткістю стадіон Тайваню.
Будівництво завершено у 2009. Стадіон використовувався для проведення легкоатлетичних змагань та змагань з регбі. Приймав основні заходи Світових ігор 2009. Після ігор стадіон також почав використовуватися для матчів збірної Тайваню з футболу.
Стадіон спроектований японським архітектором Тойо Іто, який використав для енергетичних потреб стадіону сонячну енергію. 8844 панелей сонячних батарей вкривають дах стадіону, займаючи площу у 13000 квадратних метрів, і генерують пікову енергію до 1,03 МВт.